# Satureja hortensis
La santoreggia annua (nome scientifico Satureja hortensis L., 1753) è una pianta annuale della famiglia delle Lamiaceae e del genere Satureja.

## Etimologia
L'etimologia del nome del genere (Satureja) è incerta. Linneo ricavò il nome da un'antica parola romana, la cui radice latina "satura" significa "sazio", in riferimento alle supposte proprietà digestive dei succhi delle piante di questo genere. Un'altra etimologia farebbe derivare il nome da "salsa" ("intingolo") per indicare le proprietà aromatizzanti di questa pianta in cucina. Altri fanno riferimento ad un nome latino per il "salato delle erbe", noto agli antichi e raccomandato da Virgilio come un albero eccellente da piantare vicino agli alveari. Altri ancora fanno derivare da "satureia, satureiorumin", parola usata da Plinio (Como, 23 – Stabiae, 25 agosto 79]), scrittore, ammiraglio e naturalista romano, per un'erba ad uso culinario (probabilmente derivata dall'arabo "sattur"). L'epiteto specifico (hortensis) significa "coltivato nel giardini o nell'orto".
Il nome scientifico della specie è stato definito da Linneo (1707 – 1778) (appellativo italiano di Carl Nilsson Linnaeus, divenuto Carl von Linné, biologo e scrittore svedese considerato il padre della moderna classificazione scientifica degli organismi viventi), nella pubblicazione "Species Plantarum - 2: 568. 1753" del 1753.

## Descrizione

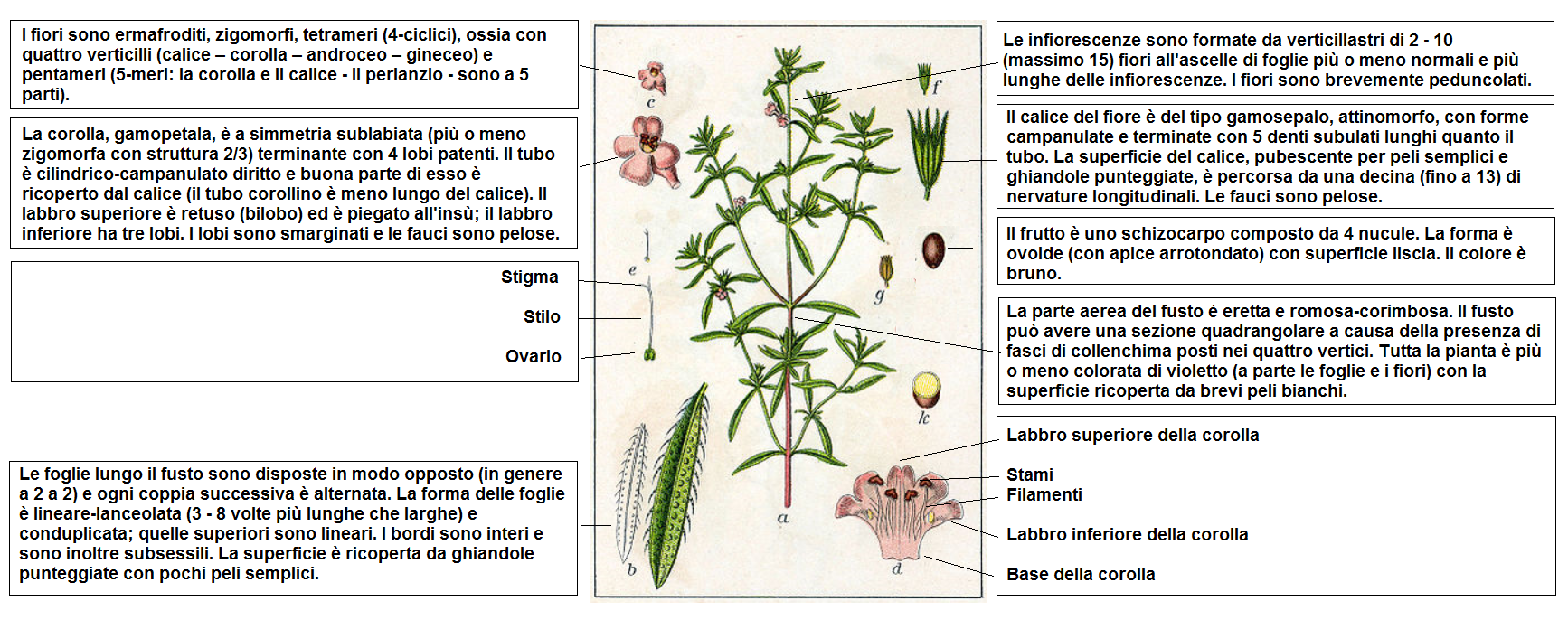
Descrizione delle parti della pianta

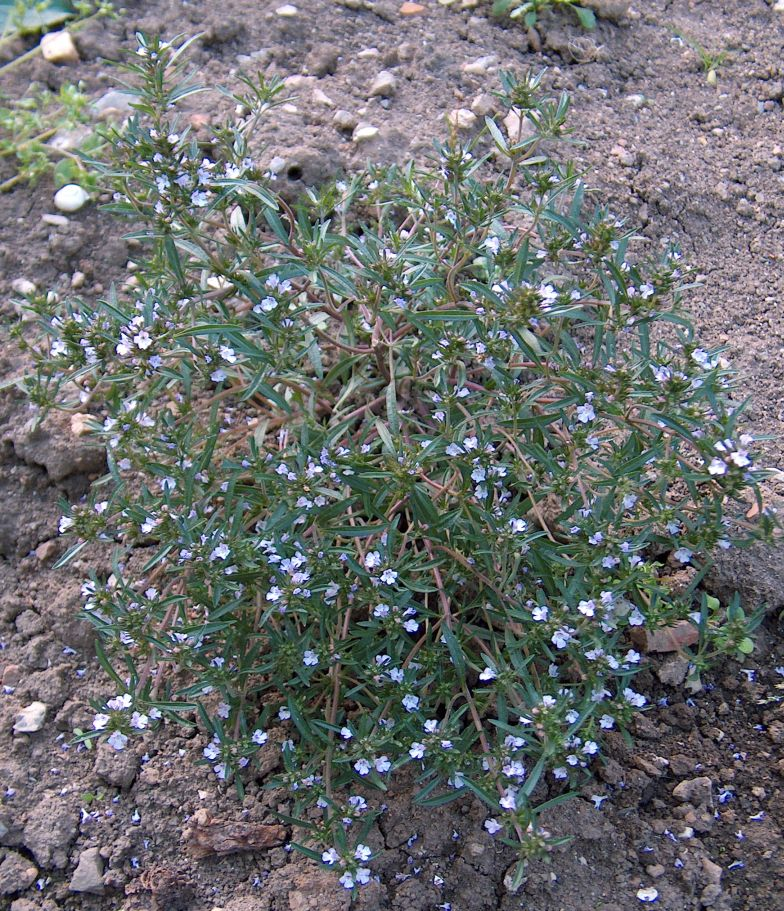
Il portamento

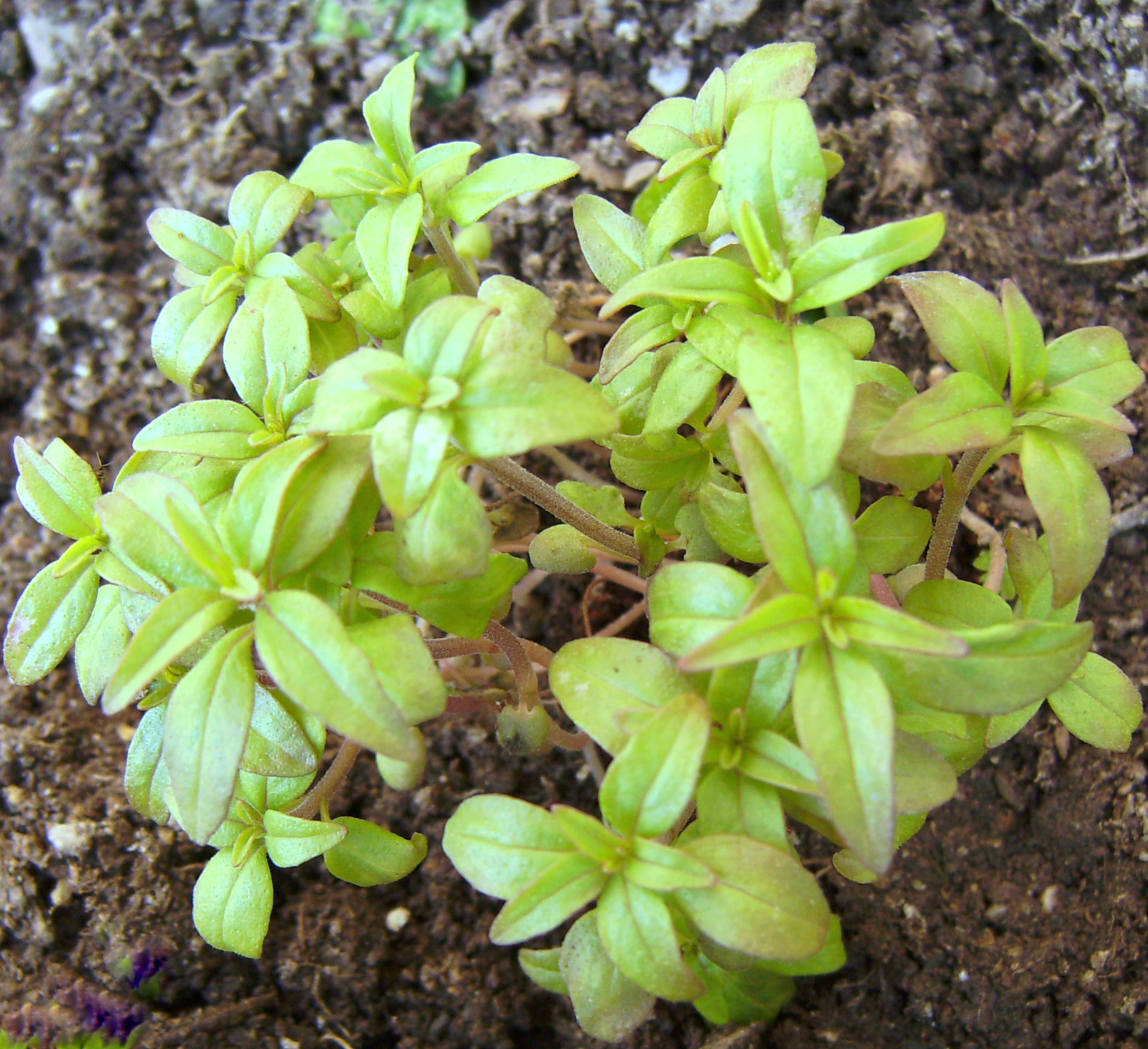
Le foglie

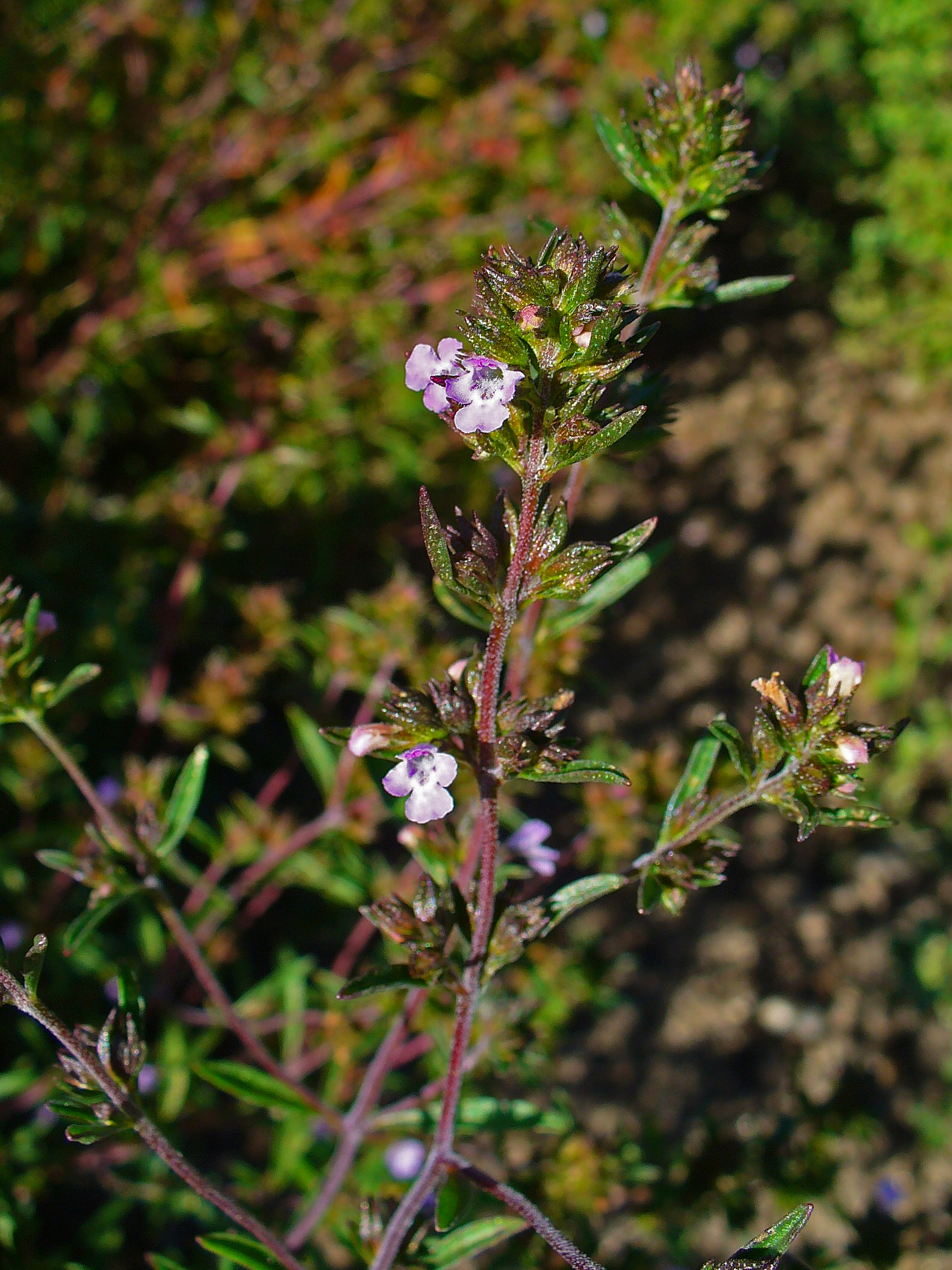
Infiorescenza

Queste piante arrivano ad un'altezza di 10 – 30 cm. La forma biologica è terofita scaposa (T scap), ossia in generale sono piante erbacee che differiscono dalle altre forme biologiche poiché, essendo annuali, superano la stagione avversa sotto forma di seme e sono munite di asse fiorale eretto e spesso privo di foglie. Le piante si presentano con un profumo aromatico gradevole.

### Radici
Le radici sono secondarie da rizoma.

### Fusto
La parte aerea del fusto è eretta e ramosa-corimbosa. Il fusto può avere una sezione quadrangolare a causa della presenza di fasci di collenchima posti nei quattro vertici. Tutta la pianta è più o meno colorata di violetto (a parte le foglie e i fiori) con la superficie ricoperta da brevi peli bianchi. 

### Foglie
Le foglie, subsessili, lungo il fusto sono disposte in modo opposto (in genere a 2 a 2) e ogni coppia successiva è alternata. La forma delle foglie è lineare-lanceolata (sono 3 - 8 volte più lunghe che larghe), conduplicata e con i bordi interi. Le foglie superiori sono lineari. Le stipole sono assenti. Il colore delle foglie è da verde-cenerognolo a grigio-verde. La consistenza delle foglie è normale (non sono né lucide né coriacee). La superficie è ricoperta da ghiandole punteggiate con pochi peli semplici. Dimensione delle foglie: larghezza 2 – 4 mm; lunghezza 10 – 25 mm.

### Infiorescenza
Le infiorescenze sono formate da verticillastri di 2 - 10 (massimo 15) fiori all'ascelle di foglie più o meno normali e più lunghe delle infiorescenze. I fiori sono brevemente peduncolati.

### Fiore
I fiori sono ermafroditi, zigomorfi, tetrameri (4-ciclici), ossia con quattro verticilli (calice – corolla – androceo – gineceo) e pentameri (5-meri: la corolla e il calice - il perianzio - sono a 5 parti).
- Formula fiorale. Per la famiglia di queste piante viene indicata la seguente formula fiorale:

X, K (5), [C (2+3), A 2+2] G (2), (supero), 4 nucule
- Calice: il calice del fiore è del tipo gamosepalo, attinomorfo, con forme campanulate e terminate con 5 denti subulati lunghi quanto il tubo. La superficie del calice, pubescente per peli semplici e ricoperta da ghiandole punteggiate, è percorsa da una decina (fino a 13) di nervature longitudinali. Le fauci sono pelose. Lunghezza del calice: 3 – 4 mm.
- Corolla: la corolla, gamopetala, è a simmetria sublabiata (più o meno zigomorfa con struttura 2/3) terminante con 4 lobi patenti. Il tubo è cilindrico-campanulato diritto e buona parte di esso è ricoperto dal calice (il tubo corollino è meno lungo del calice). Il labbro superiore è retuso (bilobo) ed è piegato all'insù; il labbro inferiore ha tre lobi. I lobi sono smarginati e le fauci sono pelose. Il colore è lillacino più o meno sbiadito. Lunghezza della corolla: 4 – 7 mm.
- Androceo: gli stami sono quattro (manca il mediano, il quinto) didinami con il paio anteriore più lungo; gli stami sono tutti fertili e sporgono spaziati appena dal tubo corollino vicini al labbro superiore. I filamenti sono glabri e più o meno paralleli o incurvati. Le antere, hanno forme ellissoidi, mentre le teche sono distinte e si presentano da divaricate a parallele e confluenti. I granuli pollinici sono del tipo tricolpato o esacolpato.
- Gineceo: l'ovario è supero formato da due carpelli saldati (ovario bicarpellare) ed è 4-loculare per la presenza di falsi setti divisori all'interno dei due carpelli. L'ovario è glabro. La placentazione è assile. Gli ovuli sono 4 (uno per ogni presunto loculo), hanno un tegumento e sono tenuinucellati (con la nocella, stadio primordiale dell'ovulo, ridotta a poche cellule).[15] Lo stilo (caduco) inserito alla base dell'ovario (stilo ginobasico) è del tipo filiforme e più lungo degli stami. Lo stigma è bifido con lobi subuguali. Il nettario è un disco più o meno simmetrico alla base dell'ovario ed è ricco di nettare.
- Fioritura: fiorisce nel periodo che va da giugno a settembre (ottobre)[16].

### Frutti
Il frutto è uno schizocarpo composto da 4 nucule. La forma è ovoide (con apice arrotondato) con superficie liscia. Il colore è bruno. Dimensioni: 1 - 1,4 mm.

## Riproduzione
- Impollinazione: l'impollinazione avviene tramite insetti tipo ditteri e imenotteri, raramente lepidotteri (impollinazione entomogama).[10][17]
- Riproduzione: la fecondazione avviene fondamentalmente tramite l'impollinazione dei fiori (vedi sopra).
- Dispersione: i semi cadendo a terra (dopo essere stati trasportati per alcuni metri dal vento – disseminazione anemocora) sono successivamente dispersi soprattutto da insetti tipo formiche (disseminazione mirmecoria). I semi hanno un'appendice oleosa (elaisomi, sostanze ricche di grassi, proteine e zuccheri) che attrae le formiche durante i loro spostamenti alla ricerca di cibo.[18]

## Distribuzione e habitat

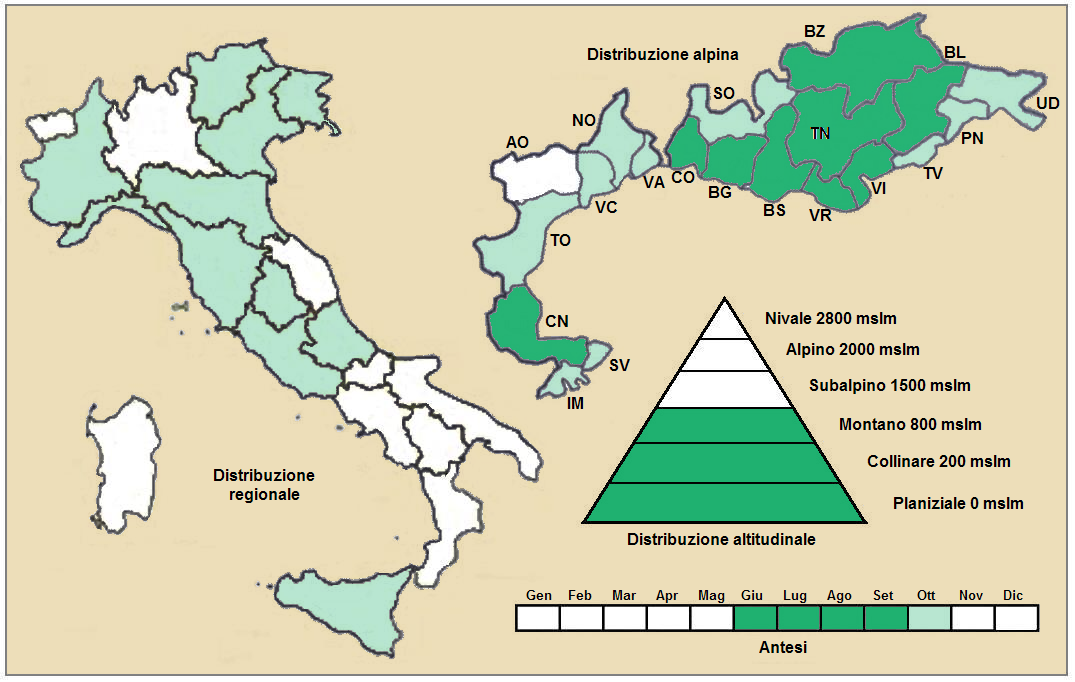
Distribuzione della pianta
(Distribuzione regionale – Distribuzione alpina)

- Geoelemento: il tipo corologico (area di origine) è Ovest Asiatico divenuto Euri-Mediterraneo.
- Distribuzione: in Italia è una specie rara (probabilmente si trova solamente allo stato coltivato) e si trova al Nord e Centro e nella Sicilia in forme subspontanee. Nelle Alpi ha una presenza discontinua. Fuori dall'Italia, sempre nelle Alpi, questa specie si trova in Francia (dipartimenti di Alpes-de-Haute-Provence, Hautes-Alpes, Alpes-Maritimes, Drôme, Isère e Alta Savoia), in Austria (Länder del Tirolo Settentrionale, Tirolo Orientale, Salisburgo e Carinzia). Sugli altri rilievi europei collegati alle Alpi si trova nel Massiccio Centrale e nei Pirenei.[20] Nel resto dell'Europa si trova sul versante mediterraneo compresa l'Anatolia.[21] La pianta è stata esportata da coloni francesi nel Canada Atlantico, dove è chiamata Sarriette d'eteè ancienne d'Acadie; la' cresce con fogliame meno fitto e però robusto, e molto profumato.(https://www.cbif.gc.ca/acp/fra/siti/regarder?tsn=32308 - https://www.atlasobscura.com/foods/acadian-summer-savory?ct=t(GASTRO_EMAIL_CAMPAIGN_06_01_2019)
- Habitat: l'habitat tipico per questa pianta sono gli incolti aridi, i muri, i luoghi sabbiosi o ghiaiosi e comunque asciutti; ma anche le praterie rase xerofile mediterranee. Il substrato preferito è calcareo ma anche siliceo con pH neutro, alti valori nutrizionali del terreno che deve essere mediamente umido.[20]
- Distribuzione altitudinale: sui rilievi queste piante si possono trovare fino a 1300 m s.l.m.; frequentano quindi i seguenti piani vegetazionali: collinare e montano (oltre a quello planiziale – a livello del mare).

### Fitosociologia
Dal punto di vista fitosociologico alpino Satureja hortensis appartiene alla seguente comunità vegetale:
- Formazione: delle comunità pioniere a terofite e succulente

- Classe: Thero-Brachypodietea.

## Tassonomia
La famiglia di appartenenza della specie (Lamiaceae), molto numerosa con circa 250 generi e quasi 7000 specie, ha il principale centro di differenziazione nel bacino del Mediterraneo e sono piante per lo più xerofile (in Brasile sono presenti anche specie arboree). Per la presenza di sostanze aromatiche, molte specie di questa famiglia sono usate in cucina come condimento, in profumeria, liquoreria e farmacia. La famiglia è suddivisa in 7 sottofamiglie: il genere Satureja è descritto nella tribù Mentheae (sottotribù Menthinae) appartenente alla sottofamiglia Nepetoideae.
Il numero cromosomico di Satureja hortensis è: 2n = 48.

### Sinonimi
Questa entità ha avuto nel tempo diverse nomenclature. L'elenco seguente indica alcuni tra i sinonimi più frequenti:
- Clinopodium hortense (L.) Kuntze
- Clinopodium pachyphyllum  (K.Koch) Kuntze
- Satureja altaica  Boriss.
- Satureja brachiata  Stokes
- Satureja filicaulis  Schott ex Boiss.
- Satureja hortensis var. distans  K.Koch
- Satureja laxiflora subsp. zuvandica  (D.A.Kapan.) D.A.Kapan.
- Satureja litwinowii  Schmalh. ex Lipsky
- Satureja officinarum  Crantz
- Satureja pachyphylla  K.Koch
- Satureja pachyphylla  C. Koch
- Satureja viminea  Burm.f.
- Satureja zuvandica  D.A.Kapan.
- Thymus cunila  E.H.L.Krause

## Usi

### Farmacia
Secondo la medicina popolare questa pianta ha le seguenti proprietà medicamentose:
- antireumatica (attenua i dolori dovuti all'infiammazione delle articolazioni);
- antisettica (proprietà di impedire o rallentare lo sviluppo dei microbi);
- carminativa (favorisce la fuoriuscita dei gas intestinali);
- digestiva: aiuta la digestione dei cibi;
- espettorante (favorisce l'espulsione delle secrezioni bronchiali).

### Cucina
Le parti edibili sono le foglie con le quali si può fare un infuso oppure possono essere usate come condimento.

## Altre notizie
La santoreggia domestica in altre lingue è chiamata nei seguenti modi:
- (DE)  Echtes Bohnenkraut
- (FR)  Sarriette des jardins, Sarriette commune
- (EN)  Summer Savory
- (RO)  Cimbru